# Alonzo Mourning
Alonzo Harding Mourning Jr., krátce Zo (* 8. února 1970 Chesapeake, Virginie) je bývalý americký basketbalista, který hrál nejčastěji na postu pivota.
Začínal v týmu Georgetown University, v roce 1992 byl draftován do National Basketball Association týmem Charlotte Hornets. Zde působil do roku 1995, kdy přestoupil do Miami Heat. V roce 2002 musel kariéru ze zdravotních důvodů přerušit a podrobil se transplantaci ledviny, v roce 2004 začal hrát za New Jersey Nets a po roce se vrátil do Miami, kde roku 2008 s profesionální košíkovou skončil. V roce 2006 se stal vítězem NBA, dvakrát byl vyhlášen nejlépe bránícím hráčem ligy (1999 a 2000) a sedmkrát byl nominován na NBA All-Star Game (1994 až 1997 a 2000 až 2002). Jeho číslo 33 se stalo v Miami Heat historicky prvním vyřazeným číslem. Během kariéry zaznamenal 14 311 bodů a 7 137 doskoků.
Reprezentoval Spojené státy na Hrách dobré vůle 1990 (stříbrná medaile), mistrovství světa v basketbalu mužů 1990 (bronzová medaile), mistrovství světa v basketbalu mužů 1994 (zlato) a na olympiádě 2000 (první místo). V letech 1990 a 2000 získal cenu, kterou organizace USA Basketball uděluje nejlepšímu hráči v reprezentaci.
Působí ve vedení Miami Heat a v charitativní organizaci Athletes for Hope. V roce 2009 byla v Miami po něm a jeho manželce pojmenována nová střední škola Alonzo and Tracy Mourning Senior High Biscayne Bay Campus. V roce 2014 byl uveden do Basketball Hall of Fame.